# John Bartha
John Bartha, pseudonimo di János Bartha (Miercurea Ciuc, 6 febbraio 1915 – Budapest, 7 marzo 1991), è stato un attore ungherese, maggiormente attivo in Italia. Interpretò diversi ruoli negli spaghetti-western durante gli anni sessanta e settanta.

## Biografia
Negli anni della giovinezza si afferma come giocatore di calcio professionista.
Giunto a Roma nei primi anni sessanta, diviene in breve uno dei caratteristi più prolifici del cinema italiano, con oltre 100 pellicole interpretate. Partecipa praticamente ad ogni genere di film, solitamente con piccole parti o personaggi di secondo piano, impersonando di frequente, grazie alla sua particolare fisiognomica, il "prototipo dell'americano".
Particolarmente attivo nel filone del western all'italiana, ha interpretato lo sceriffo che arresta Tuco nel film di Sergio Leone Il buono, il brutto, il cattivo (1966).

### Vita privata

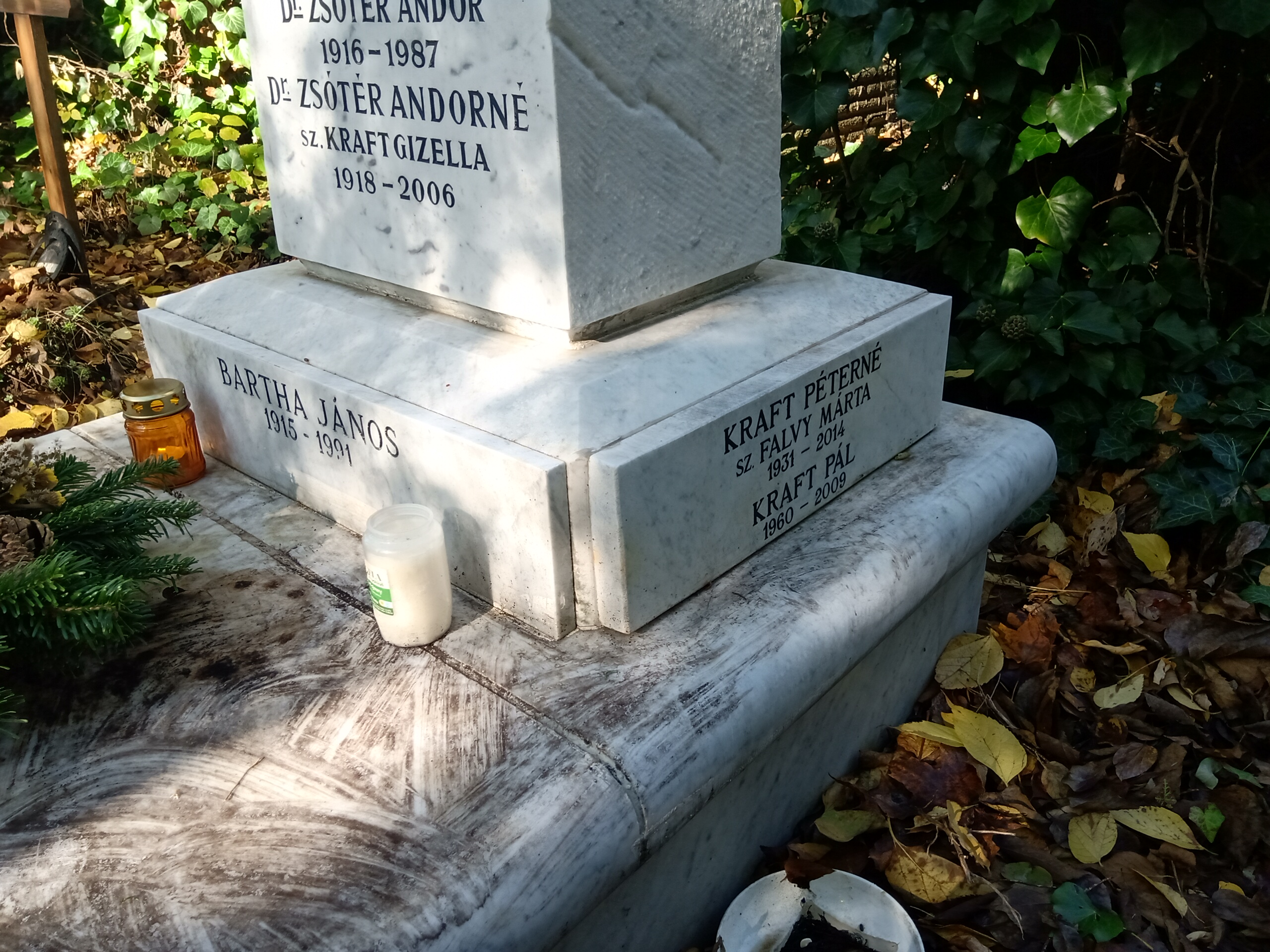
Tomba di John Bartha nel cimitero di Budapest

Sposato con la cantante e attrice ungherese Erzsi Paál fino alla morte della donna, si è poi risposato con un'attrice americana, abbandonando il cinema.

## Filmografia parziale
- Mágnás Miska, regia di Márton Keleti (1949)
- Díszmagyar, regia di Viktor Gertler (1949)
- Teljes gőzzel, regia di Félix Máriássy (1951)
- Vihar, regia di Zoltán Fábri (1952)
- Állami áruház, regia di Viktor Gertler (1952)
- A biztonságos közlekedésért, regia di Sándor Zákonyi (1953)
- Föltámadott a tenger, regia di Kálmán Nádasdy, László Ranódy, Mihály Szemes (1953)
- Kiskrajcár, regia di Márton Keleti (1953)
- Körúti tánc, regia di Endre Rodriguez (1954)
- Gázolás, regia di Viktor Gertler (1955)
- Budapesti tavasz, regia di Félix Máriássy (1955)
- Gábor diák, regia di László Kalmár (1955)
- Tűz a határban, regia di Endre Rodriguez (1955)
- Az élet hídja, regia di Márton Keleti (1955)
- Eltüsszentett birodalom, regia di Tamás Banovich (1956)
- A legokosabb ember, regia di György Révész (1956)
- A csodacsatár, regia di Márton Keleti (1956)
- A császár parancsára, regia di Frigyes Bán (1956)
- Sansone contro i pirati, regia di Tanio Boccia (1963)
- Il boia di Venezia, regia di Luigi Capuano (1963)
- Il Leone di San Marco, regia di Luigi Capuano (1964)
- La vendetta di Spartacus, regia di Michele Lupo (1964)
- Mani di pistolero (Ocaso de un pistolero), regia di Rafael Romero Marchent (1965)
- I quattro inesorabili, regia di Primo Zeglio (1965)
- Solo contro tutti, regia di Antonio del Amo (1965)
- Il gladiatore che sfidò l'impero, regia di Domenico Paolella (1965)
- Il pianeta errante, regia di Antonio Margheriti (1966)
- Il buono, il brutto, il cattivo, regia di Sergio Leone (1966)
- Il tempo degli avvoltoi, regia di Nando Cicero (1967)
- ...4..3..2..1...morte, regia di Primo Zeglio (1967)
- Dalle Ardenne all'inferno, regia di Alberto De Martino (1967)
- Killer calibro 32, regia di Alfonso Brescia (1967)
- Quella sporca storia nel West, regia di Enzo G. Castellari (1968)
- L'oro di Londra, regia di Guglielmo Morandi (1968)
- Ammazzali tutti e torna solo, regia di Enzo G. Castellari (1968)
- I lunghi giorni dell'odio, regia di Gianfranco Baldanello (1968)
- Sette volte sette, regia di Michele Lupo (1968)
- ...e per tetto un cielo di stelle, regia di Giulio Petroni (1968)
- Se vuoi vivere... spara!, regia di Sergio Garrone (1968)
- Acid - Delirio dei sensi, regia di Giuseppe Maria Scotese (1968)
- Un minuto per pregare, un istante per morire, regia di Franco Giraldi (1968)
- Carogne si nasce, regia di Alfonso Brescia (1968)
- Beatrice Cenci, regia di Lucio Fulci (1969)
- Sono Sartana, il vostro becchino, regia di Giuliano Carnimeo (1969)
- Ehi amico... c'è Sabata. Hai chiuso!, regia di Gianfranco Parolini (1969)
- C'è Sartana... vendi la pistola e comprati la bara!, regia di Giuliano Carnimeo (1970)
- I due maggiolini più matti del mondo, regia di Giuseppe Orlandini (1970)
- Testa t'ammazzo, croce... sei morto - Mi chiamano Alleluja, regia di Giuliano Carnimeo (1971)
- Il clan dei due Borsalini, regia di Giuseppe Orlandini (1971)
- È tornato Sabata... hai chiuso un'altra volta!, regia di Gianfranco Parolini (1971)
- Lo chiamavano King..., regia di Giancarlo Romitelli (1971)
- ...e poi lo chiamarono il Magnifico, regia di Enzo Barboni (1972)
- Non si sevizia un paperino, regia di Luigi Fulci (1972)
- Continuavano a chiamarli... er più e er meno, regia di Giuseppe Orlandini (1972)
- Zanna Bianca, regia di Lucio Fulci (1973)
- Tequila! (Uno, dos, tres... dispara otra vez), regia di Tulio Demicheli (1973)
- Gatti rossi in un labirinto di vetro, regia di Umberto Lenzi (1975)
- Il cav. Costante Nicosia demoniaco ovvero: Dracula in Brianza, regia di Lucio Fulci (1975)
- Chissà perché... capitano tutte a me, regia di Michele Lupo (1980)

## Doppiatori italiani
- Sergio Rossi in Il pianeta errante
- Manlio Busoni in Quella sporca storia nel West
- Carlo Romano in Killer calibro 32
- Corrado Gaipa in I lunghi giorni dell'odio
- Carlo Buratti in Beatrice Cenci
- Leonardo Severini in I due maggiolini più matti del mondo
- Mario Bardella in È tornato Sabata... hai chiuso un'altra volta!
- Gianni Marzocchi in Non si servizia un paperino
- Gianni Musy in Continuavano a chiamarli... er più e er meno
- Bruno Persa in Tequila!